# Équipe cycliste Farto-BTC
L'équipe cycliste Farto-BTC est une équipe cycliste féminine espagnole. Elle devient continentale en 2021.

## Classements UCI
Ce tableau présente les places de l'équipe Servetto Footon au classement de l'Union cycliste internationale en fin de saison, ainsi que ses meilleures coureuses au classement individuel.
| Année | Classement par équipes | Meilleure coureuse au classement individuel |
| 2021  | 51e                    | Agnieta Francke (455e)                      |

## Encadrement
En 2021, Brais Dacal est le directeur sportif et le représentant auprès de l'UCI de l'équipe.

## Farto-BTC en 2022

### Effectif
| Effectif 2022                        | Effectif 2022     | Effectif 2022  | Effectif 2022                               |
| Cycliste                             | Date de naissance | Pays           | Équipe précédente                           |
| ------------------------------------ | ----------------- | -------------- | ------------------------------------------- |
| Marie-Soleil Blais                   | 21 novembre 1988  | Canada         | Cogeas-Mettler-Look Pro Cycling Team (2020) |
| Azulde Britz                         | 8 novembre 2000   | Afrique du Sud | Lviv Cycling Team (2021)                    |
| Margalida Capella                    | 25 décembre 2003  | Espagne        |                                             |
| Ántri Christofórou (1 janv.–19 juin) | 2 avril 1992      | Chypre         | Centre mondial du cyclisme (2021)           |
| Carla Fernandez Torres               | 25 mars 2001      | Espagne        | Río Miera-Cantabria Deporte (2020)          |
| Claudia Garcia                       | 31 juillet 2003   | Espagne        |                                             |
| Ariadna Gutiérrez                    | 22 août 1991      | Mexique        | A.R. Monex Women's (2021)                   |
| Maria Del Pilar Jimenez              | 24 septembre 2001 | Espagne        | VIB-Natural Greatness (2020)                |
| Sabela Rey                           | 18 mars 2002      | Espagne        |                                             |
| Marta Romeu                          | 21 mai 1992       | Espagne        | Vib Sports (2021)                           |
| Marta Rosillo                        | 17 septembre 2003 | Espagne        |                                             |
| Lina Svarinska                       | 15 mars 2001      | Lettonie       | Servetto-Makhymo-Beltrami TSA (2021)        |
|                                      |                   |                |                                             |
| Source : UCI                         |                   |                |                                             |

### Victoires

#### Sur route
| Victoires | Victoires             | Victoires | Victoires | Victoires          | Victoires |
| Date      | Course                | Pays      | Classe    | Vainqueur          |           |
| --------- | --------------------- | --------- | --------- | ------------------ | --------- |
| 13 mai    | La Classique Morbihan | France    | 1.1       | Ántri Christofórou |           |

### Classement mondial
| Classement UCI | Classement UCI     | Classement UCI | Classement UCI |
| Coureuse       | Coureuse           | Pays           | Points         |
| -------------- | ------------------ | -------------- | -------------- |
| 103e           | Josie Talbot       | Australie      | 310 pts        |
| 426e           | Marie-Soleil Blais | Canada         | 60 pts         |
| 426e           | Lina Svarinska     | Lettonie       | 60 pts         |
| 1155e          | Ariadna Gutiérrez  | Mexique        | 3 pts          |
| 1155e          | Marta Romeu        | Espagne        | 3 pts          |

## Saisons précédentes

### Farto-BTC en 2021

#### Effectif
| Effectif 2021           | Effectif 2021     | Effectif 2021 | Effectif 2021                      |
| Cycliste                | Date de naissance | Pays          | Équipe précédente                  |
| ----------------------- | ----------------- | ------------- | ---------------------------------- |
| Sara Bonillo Talens     | 2 février 2001    | Espagne       | Delikia Ginestar (2019)            |
| Ines Castaño            | 15 mars 2025      | Espagne       |                                    |
| Carla Fernandez Torres  | 25 mars 2001      | Espagne       | Río Miera-Cantabria Deporte (2020) |
| Agnieta Francke         | 7 février 1990    | Pays-Bas      | Belori (2020)                      |
| Liliana Jesus           | 3 août 1983       | Portugal      |                                    |
| Maria Del Pilar Jimenez | 24 septembre 2001 | Espagne       | VIB-Natural Greatness (2020)       |
| Garazi Korta            | 30 janvier 1993   | Espagne       |                                    |
| Enara López Gallastegi  | 3 juillet 1997    | Espagne       | Cronos-Casa Dorada (2020)          |
| Melissa Maia            | 7 novembre 1988   | Portugal      |                                    |
| Sandra Moral            | 28 novembre 1991  | Espagne       | Massi Tactic (2019)                |
| Diana Pedrosa           | 2 avril 1992      | Portugal      |                                    |
| Cristina Pujol          | 29 octobre 1990   | Espagne       | Eneicue (2019)                     |
| Sabela Rey              | 18 mars 2002      | Espagne       |                                    |
| Teresa Ripoll           | 3 février 1997    | Espagne       | Massi Tactic (2020)                |
|                         |                   |               |                                    |
| Source : UCI            |                   |               |                                    |

#### Victoires

##### Sur route
| Victoires | Victoires | Victoires | Victoires | Victoires | Victoires |
| Date      | Course    | Pays      | Classe    | Vainqueur |           |
| --------- | --------- | --------- | --------- | --------- | --------- |

#### Classement mondial
| Classement UCI | Classement UCI      | Classement UCI | Classement UCI |
| Coureuse       | Coureuse            | Pays           | Points         |
| -------------- | ------------------- | -------------- | -------------- |
| 455e           | Agnieta Francke     | Pays-Bas       | 39 pts         |
| 561e           | Liliana Jesus       | Portugal       | 25 pts         |
| 955e           | Sara Bonillo Talens | Espagne        | 3 pts          |
| 955e           | Diana Pedrosa       | Portugal       | 3 pts          |